# جيتافانا رامايا
```
جيتافانا رامايا
 
(
بالسنهالية
: 
ජේතවනාරාමය, jētavanārāmaya
)‏
 هو 
ستوبا
، أو معبد للآثار البوذية، يقع في أنقاض دير جيتافانا في مدينة 
أنورادابورا
 المدرجة ضمن التراث العالمي، 
سريلانكا
. على ارتفاع 122 مترًا (400 قدمًا)، كان أطول ستوبا في العالم، 
[
1
]
 وثالث أطول مبنى في العالم، 
[
2
]
 عندما تم بناؤه من قبل الملك ماهاسينا من أنورادابورا (273-301) في القرن الثالث. الذي بادر ببناء المعبد بعد تدمير دير مهافيهارا. أكمل ابنه ماغافانا الأول بناء الستوبا. 
[
3
]
 يعتقد أن جزءًا من وشاح أو حزام ربطه 
بوذا
 من البقايا المقدسة المحتفظ بها هنا.
```

المبنى مهم في تاريخ جزيرة سريلانكا لأنه يظهر التوترات داخل طوائف ثيرافادا وماهايانا البوذية. كما أنه مهم في التاريخ المكتوب باعتباره واحداً من أطول المباني في العالم القديم؛  وأطول مبنى غير هرمي؛ حيث كان ارتفاع الستوبا 122 متر (400 قدم)،  مما جعلها أطول ستوبا في العالم القديم. مع دمار مملكة أنورادابورا في القرن الحادي عشر، غطت الغابة المعبد. حاول الملك باراكراماباهو في القرن الثاني عشر تجديد هذه الستوبا وأعاد بنائها إلى الارتفاع الحالي، وهو انخفاض عن الارتفاع الأصلي. واليوم يصل ارتفاع الستوبا إلى 71 متر (233 قدم). 
لم يعد المبنى الأطول، ولكنه لا يزال الأكبر، بمساحة تبلغ 233,000 متر مربع (2,508,000 قدم2).  تم استخدام حوالي 93.3 مليون قطعة من الطوب المحروق في البناء، حيث تعتبر البراعة الهندسية وراء بناء المبنى تطور كبير في تاريخ الجزيرة. وتظهر الاختلافات الطائفية بين الرهبان البوذيين أيضًا في الستوبا، حيث تم بناؤها في مباني المهافيرا المدمرة، مما أدى إلى تمرد بقيادة وزير الملك ماهاسينا.

## روابط خارجية
- صور جتافانارامايا